# God zij met ons

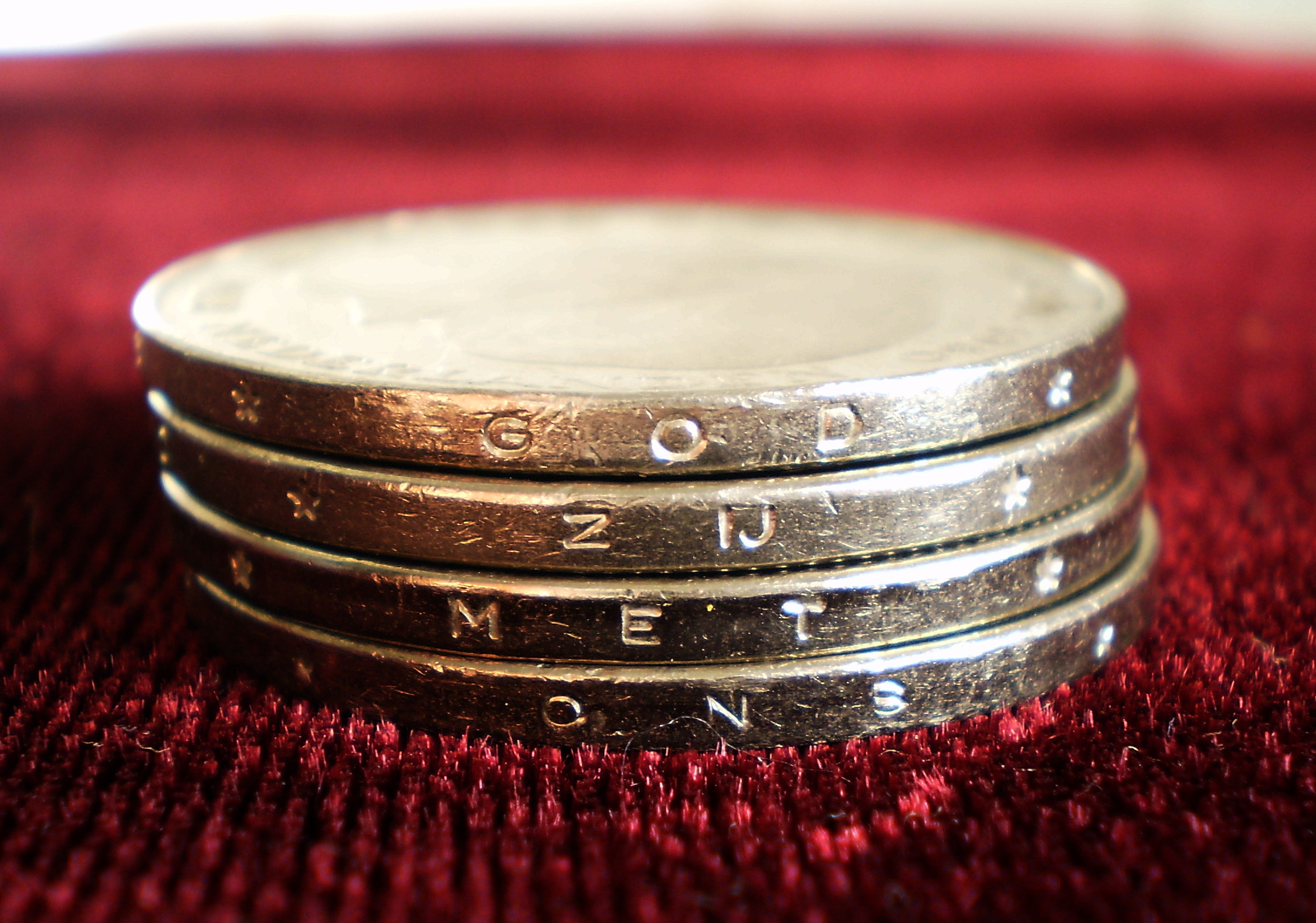
Het randschrift op een stapel rijksdaalders

De spreuk God zij met ons is een bekend randschrift van Nederlandse munten. Dit randschrift stond in het guldentijdperk op de gulden, rijksdaalder, vijfje, zilveren tientje en het zilveren vijftigje, en staat op het Nederlandse twee-eurostuk.
Taalkundig is het aanvoegende wijs die een proclamatie uitdrukt.

## Geschiedenis
Met de komst van de Muntwet van 1816 worden munten niet meer afgewerkt met een kabelrand maar met een randschrift. Ook in de tijd van Lodewijk Napoleon was het idee voor een randschrift al geopperd, maar verder dan een paar proefslagen is het toen niet gekomen. In de nieuwe Muntwet staat: Gemelde stukken zullen gemunt worden in den ring met een rand van ingedrukte letters, bevattende de woorden: God zij met ons. Tussen de woorden worden sterretjes gezet. Minister Six van Oterleek vertelde in zijn toelichting aan Koning Willem I dat voor het randschrift wordt gekozen om: het sieraad der stukken te bevorderen en het besnoeyen moeylijker te maken.

### Keuze van de spreuk
De kleine afmetingen van met name het tientje en de halve gulden maakten een korte spreuk noodzakelijk. Vandaar het voorstel van Van Swinden om een afkorting te gebruiken van de Latijnse spreuk: Si Deus nobiscum quis contra nos (Nederlands: Zo God met ons is, wie zal tegen ons zijn?, Rom. 8:31). Met de spreuk God zij met ons voldeed hij aan twee belangrijke voorwaarden. Allereerst moesten de tekens op de nieuwe munten in het Nederlands zijn gesteld.
Ook aan de andere voorwaarde, het voortzetten van een traditie, kwam hij tegemoet. De lange spreuk was immers al te zien op de munten van de Republiek der Zeven Verenigde Nederlanden. Daarnaast was Six van Oterleek zijn mening over de spreuk: een heilige die elk rechtgeaard ingezetene des Ryks, en voor het Land, en voor den persoon van Uwe Majesteit hartgrondig uitboezemt.
Ook mag men vermoeden dat de banden met Pruisen onder de keuze voor deze spreuk niet geleden zullen hebben. Het motto van Pruisen was "Gott mit uns".

### Geruchten over afschaffing in 1953
In april 1953 verschenen er berichten in de krant dat de spreuk God zij met ons voortaan niet meer op de nieuwe guldens en rijksdaalders zou verschijnen. Het nieuws zorgde in heel Nederland voor ophef; met name katholiek Nederland wilde tot actie overgaan om de tekst te redden. Al snel bleken de berichten op een fout te berusten.

### Pleidooi om afschaffing in 1980
Bij de troonsbestijging van Beatrix moesten er nieuwe munten en postzegels worden ontworpen, waarop drie PvdA-kamerleden (de humanist Roethof, de rooms-katholieke pater Van Ooijen en de protestant Stoffelen) zich afvroegen of de bede nog wel paste in de Nederlandse samenleving; niet de regering, maar de wetgever (=de Tweede Kamer) zou dat moeten bepalen. Van der Stee (CDA), destijds minister van financiën, vond echter dat het uiterlijk van Nederlandse munten geen onderwerp van parlementaire discussie mocht zijn, en handhaafde het randschrift.

### De euro
Sinds 2002, sinds de invoering van de euro als wettelijk betaalmiddel, is het Nederlandse twee-eurostuk nog de enige circulatiemunt waar GOD * ZIJ * MET * ONS * op staat; op de andere munten is geen ruimte. In 1997 werden er bij de onderhandelingen over de Europese Monetaire Unie twee varianten euromunten voorgesteld. Minister van Financiën Zalm pleitte met succes voor de variant waarin lidstaten een nationaal randschrift konden behouden op de twee-euromunt. De SGP had hierop aangedrongen, tegen de zin van D66 dat het "niet echt vond passen in deze tijd".
Op de speciale Nederlandse euro-uitgiften (herdenkingsmunten) zoals de Jubileummunt Beatrix, de Geboortemunt, het Vincent van Gogh Vijfje, de Koninkrijksmunt, het Vredes Vijfje, het Waterland Vijfje, de Huwelijksmunt en de Europamunt staat de spreuk ook.

## Ander gebruik van de spreuk
Naast het gebruik als randschrift is de spreuk te vinden op het logo van het politiekorps in de Amerikaanse plaats Holland (Michigan), tezamen met Eendragt maakt magt.